# Opisthopatus roseus
Opisthopatus roseus је животињска врста баршунастих црва која припада фамилији Peripatopsidae.

## Морфологија и начин живота
Врста Opisthopatus roseus је, као и остали баршунасти црви, по изгледу слична гусеницама. Од осталих врста из фамилије Peripatopsidae разликује се изразитом обојеношћу розе бојом. Ови црви имају 18 пари ногу и водоотпорну папилу коју користе као сензорни орган за укус и мирис..
Ово је ноћна, карниворна врста. Највероватније се храни грињама, ситним пауцима и мекушцима. Плен лове помоћу лепљиве супстанце, а потом га гризу и убризгавају супстанце које помажу варење плена. Када је плен делимично сварен онда га једу.
Дужина трајања генерације у реду onychophora је обично дужа него код већине бескичмењака. Не постоје директни подаци за O. roseus, али за остале чланове ове фамилије у Јужној Африци је приближно 12-13 мјесеци. Сексуална зрелост се достиже у периоду од 9 до 11 мјесеци, а живе од 6 до 7 година. Код сродне врсте Opisthopatus cinctipes, женка произведе само око 40 младунаца сваке године. Врста Opisthopatus roseus је вивипарна врста и млади не пролазе кроз ларвени стадијум, већ растом и полним сазревањем постају адулти.

## Историјат
Врста Opisthopatus roseus је први пут забележена 1945. године када је прикупљено 6 примерака ове врсте. Станиште ове врсте је поново претражено 1951. године, али су пронађена само два примерка, још један је забележен 1985, а 6 примерака 1995. године. Године 1996. врста је проглашена изумрлом, међутим убрзо је потврђено постојање живих јединки тако да врсти додаљен статус крајње угрожене врсте.

## Угроженост
Ова врста је крајње угрожена и у великој опасности од изумирања. Животно подручје се смањило, а квалитет станишта је угрожен сечом великог дијела стабала, ширењем инвазивних биљака, и градњом ауто-пута од националног значаја кроз шуму Нгеле.

## Распрострањење
Јужноафричка Република, Квазулу Натал, шума Нгеле, (KwaZulu-Natal, Ngele Forest) је једино познато природно станиште врсте.

## Популациони тренд
Популациони тренд је за ову врсту непознат. Међутим може се претпоставити да ће се популација ове врсте смањивати услед нарушеног станишта, које ће највероватније наставити да се смањује и у будућности. 

## Станиште
је копнена врста. Живи у аутохтоној афричкој планинској шуми у којој насељава влажну шумску стељу или се налази испод и у обореним трулим стабалима.